# Andrei Girotto
Andrei Girotto (ur. 17 lutego 1992 w Bento Gonçalves) – brazylijski piłkarz występujący na pozycji pomocnika.

## Kariera piłkarska
Od 2011 roku występował w Metropolitano, América, SE Palmeiras, Kyoto Sanga FC, Chapecoense i FC Nantes.